# Nemocnice ha-Emek

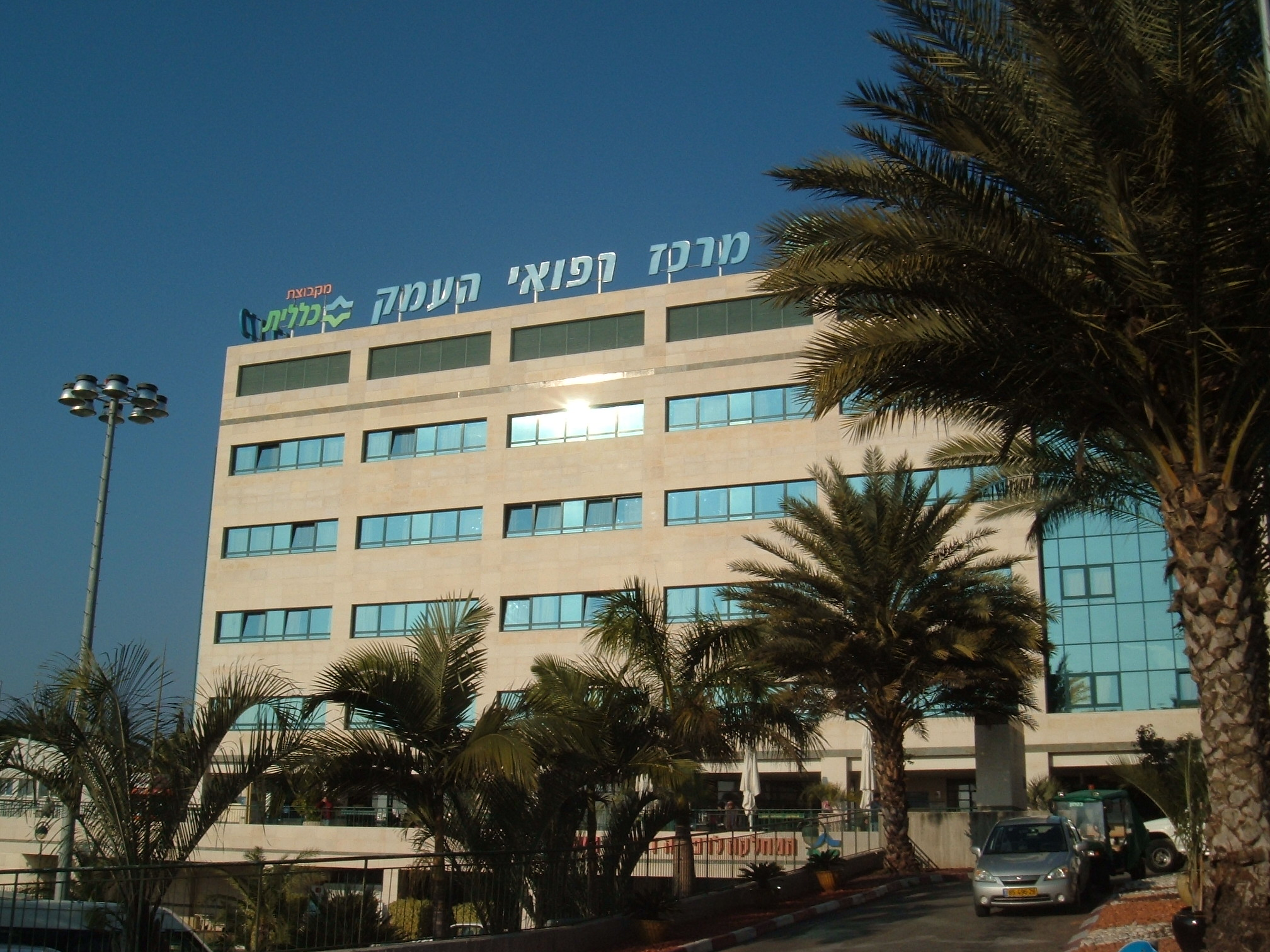
Budova nemocnice

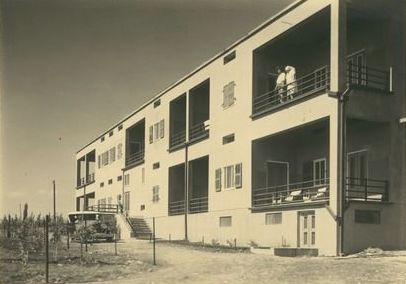
Nemocnice ha-Emek, 1925 - 1937

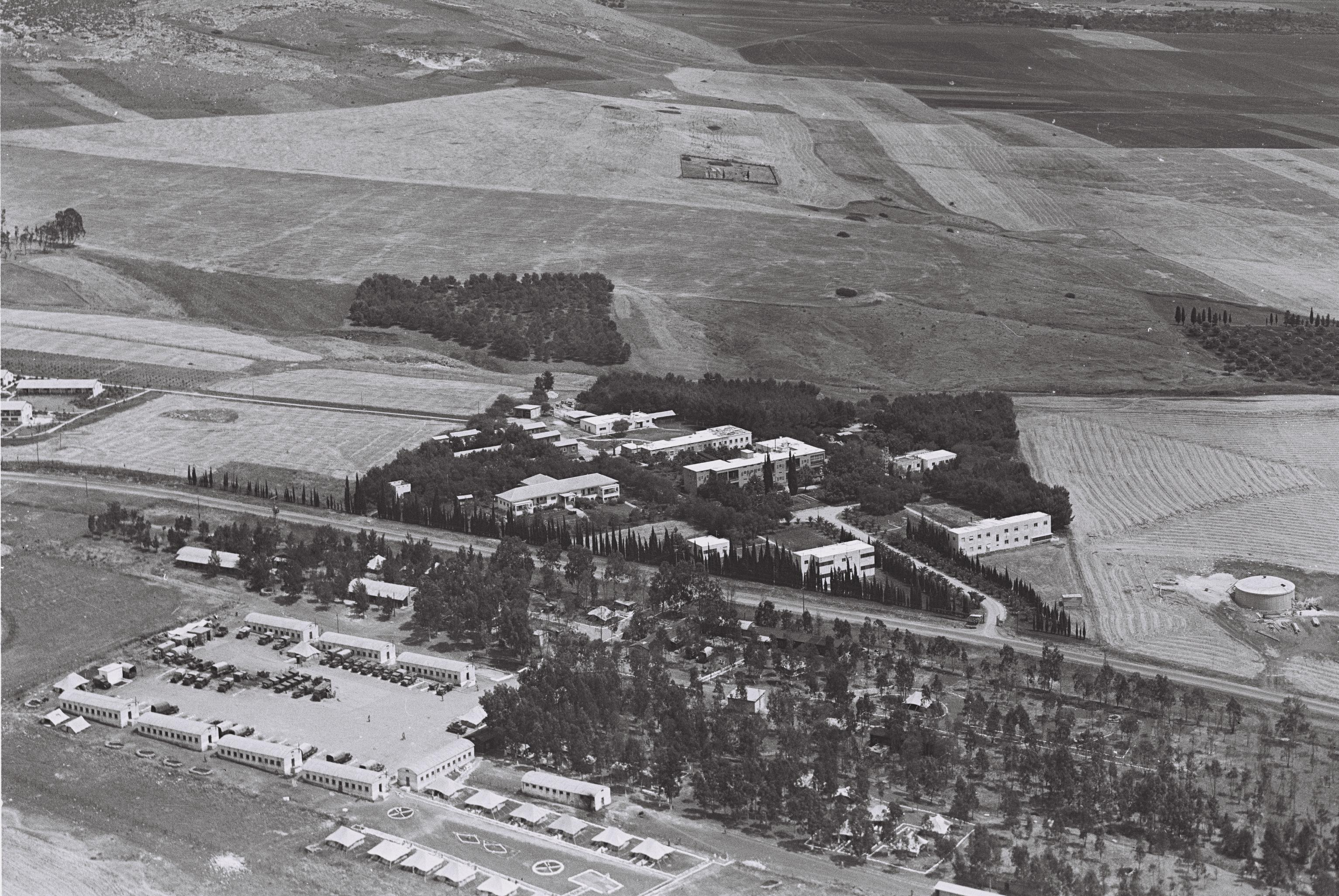
Letecký snímek areálu nemocnice z roku 1948

Nemocnice ha-Emek (hebrejsky: מרכז רפואי העמק, Merkaz refu'i ha-Emek, doslova Zdravotnické centrum ha-Emek) je nemocnice v severovýchodní části města Afula v Izraeli.

## Geografie
Leží v nadmořské výšce cca 140 metrů v severovýchodní části Afuly. Na severozápadní straně ji míjí dálnice číslo 65 (třída Sderot Jicchak Rabin).

## Popis
Počátky tohoto zdravotnického ústavu sahají do roku 1924. 29. dubna 1930 byla otevřena jako první skutečná nemocnice v tehdejší mandátní Palestině napojená na nově zřízenou zdravotní pojišťovnu Kupat cholim Klalit. V roce 1932 ovšem musela být dočasně uzavřena pro nedostatek financí. Postupně vyrostla v jedno z páteřních zdravotnických zařízení v Izraeli. Zájmové území nemocnice slouží 500 000 obyvatelům přilehlého regionu. Ředitelkou je Orna Blondheim. Nemocnice má cca 1900 zaměstnanců, 25 odborných pracovišť a kapacitu 500 lůžek.